# Place Saint-Thomas-d'Aquin
La place Saint-Thomas-d’Aquin est une voie du 7e arrondissement de Paris, en France.

## Situation et accès
Cette place est située au carrefour de la rue de Gribeauval et de la rue Saint-Thomas-d'Aquin, devant l’église Saint-Thomas-d’Aquin. Elle est de forme demi-circulaire.

Autres vues de la place
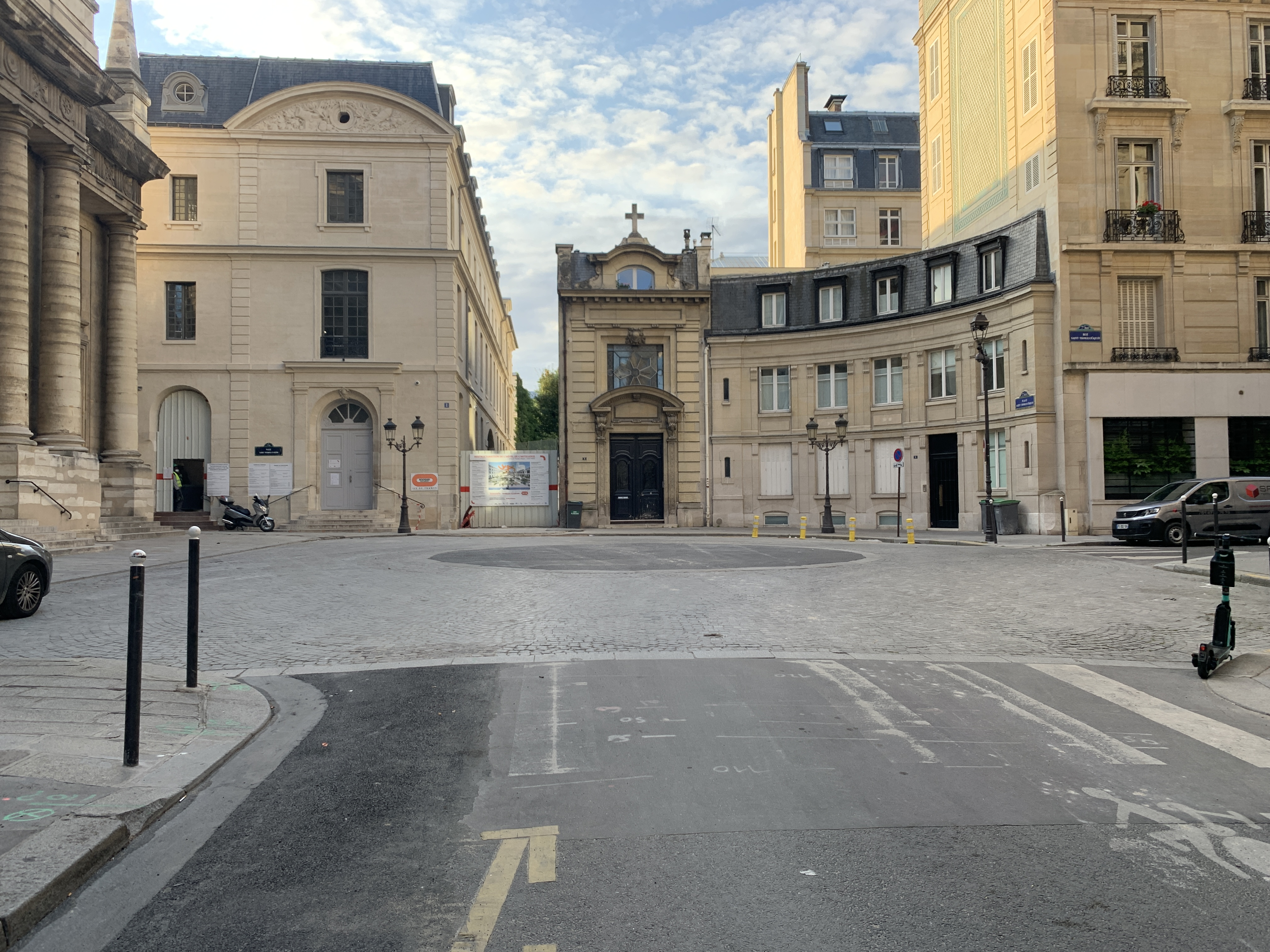
L'hôtel de l'Artillerie, anciennement noviciat des Dominicains sur la place.
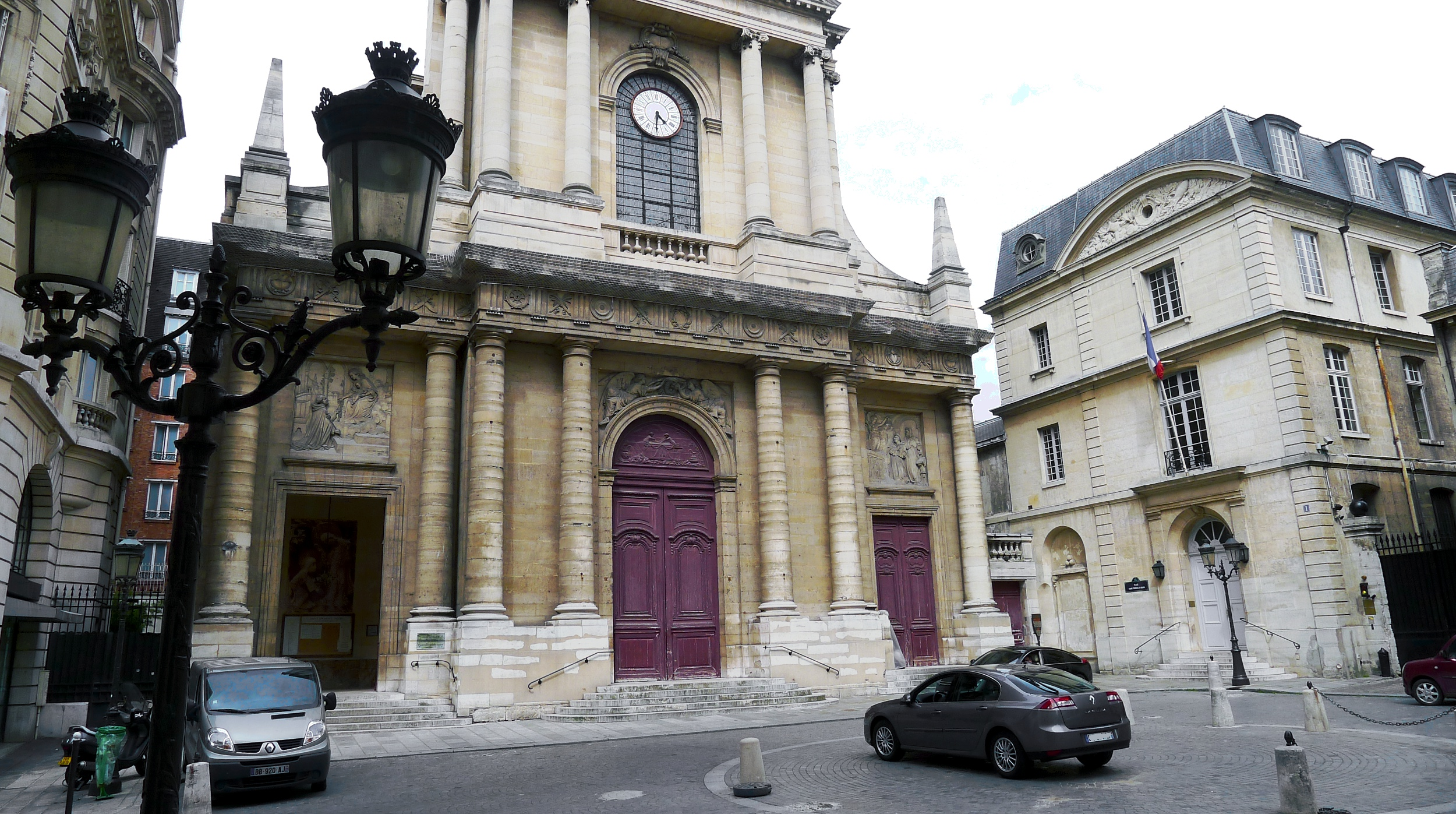
Avec l'église Saint-Thomas-d'Aquin, d'abord chapelle du noviciat.
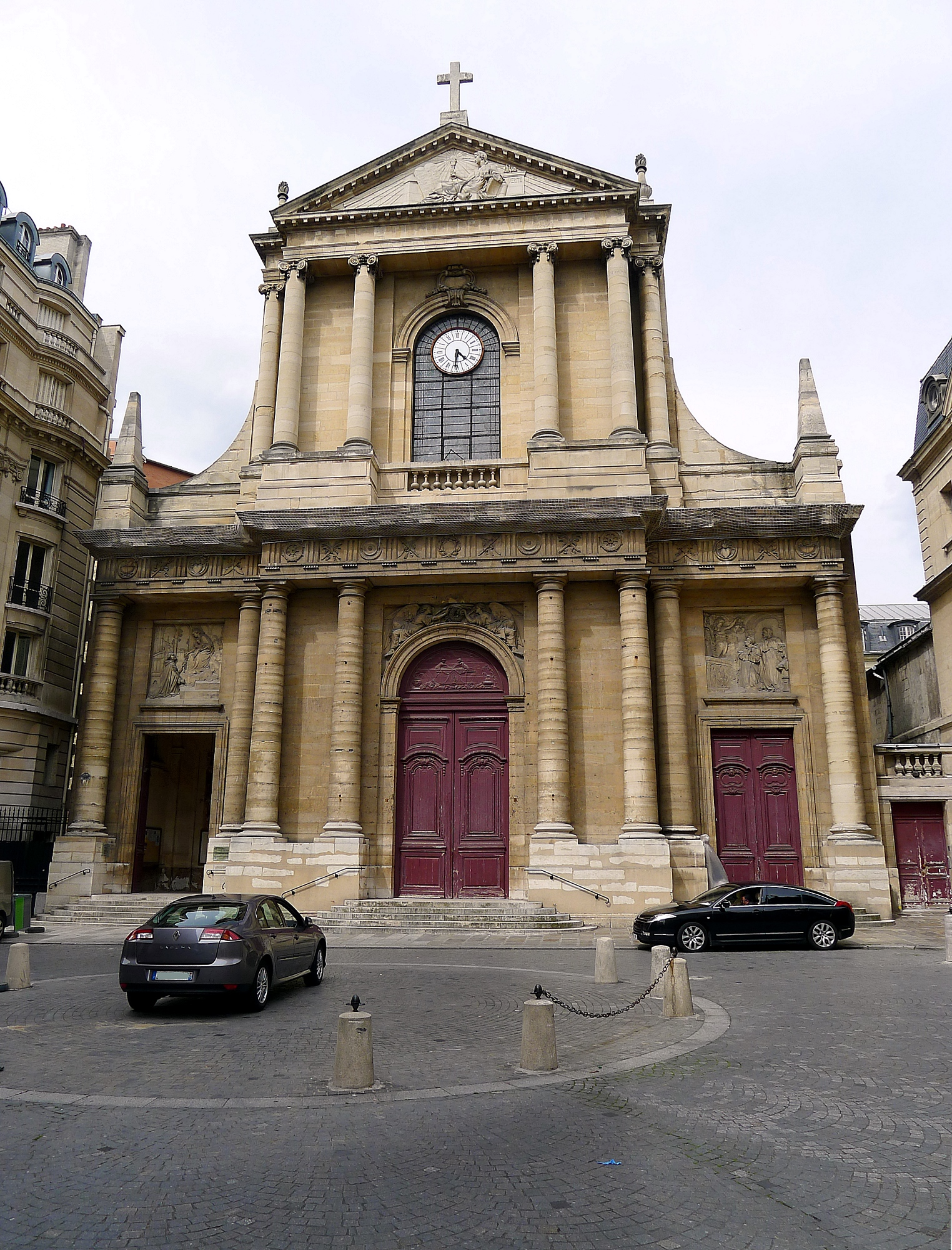
La façade de l'église.

## Origine du nom
Cette place doit son nom à l'église Saint-Thomas d'Aquin devant laquelle elle est située. 

## Historique
Formée en 1683, elle porte à l'origine le nom de « place des Jacobins » et figure sur le plan de Nicolas de Fer de 1697.

## Bâtiments remarquables et lieux de mémoire
Elle compte l'hôtel de l'Artillerie, ancien bâtiment du ministère de la Défense, racheté en 2016 par Sciences Po Paris.
- No 1 : Noviciat des Dominicains.
- No 4 : ce fut longtemps le siège du bailleur social (HLM) parisien RIVP, vendu en 2011[2].
- No 5 : la Coupe de France de football y est créée en 1917.